# Lepoglava
Lepoglava es una ciudad de Croacia en el condado de Varaždin.

## Geografía
Se encuentra a una altitud de 251 m s. n. m. a 76,3 km de la capital nacional, Zagreb.

## Demografía
En el censo 2011, el total de población de la ciudad fue de 8 283 habitantes, distribuidos en las siguientes localidades:
- Bednjica - 209
- Crkovec - 188
- Donja Višnjica - 542
- Gornja Višnjica - 271
- Jazbina Višnjička - 25
- Kamenica - 141
- Kamenički Vrhovec - 205
- Kameničko Podgorje - 322
- Lepoglava - 4 174
- Muričevec - 195
- Očura - 188
- Viletinec - 173
- Vulišinec - 237
- Zalužje - 162
- Zlogonje - 412
- Žarovnica - 839

| Gráfica de población de Lepoglava 1857-2011 (localidad)             |
|                                                                     |
| Según los censos de población de la oficina estadística de Croacia. |

## Prisión de Lepoglava
Lepoglava es conocida por ser la sede de la mayor prisión croata. En 1854 las autoridades transformaron un antiguo monasterio de los Padres Paulinos en una penitenciaría. Los miembros de la orden tendrían que esperar hasta 2001 para recuperar parte de sus instalaciones, que fueron devueltas al obispado. A lo largo del siglo XX, la prisión de Lepoglava fue albergó numerosos "indeseados": durante el Reino de Yugoslavia, comunistas y revolucionarios fueron sus principales huéspedes, entre ellos Josip Broz Tito, Moša Pijade, Rodoljub Čolaković, Radivoje Davidović, Mihajlo Javorski y Aleksandar Ranković. En tiempos de la Segunda Guerra Mundial y del Estado Independiente de Croacia la prisión fue utilizada para encarcelar y liquidar a más de dos mil antifascistas. Tras la guerra, Alojzije Stepinac pasó algún tiempo en esta cárcel. Después de la Primavera croata, la prisión acogió a prisioneros políticos, entre los que destacaron Franjo Tuđman, Vlado Gotovac, Dražen Budiša, Dobroslav Paraga, Ivan Zvonimir Čičak, Šime Đodan, Hrvoje Šošić entre otros.